# Лебедев, Александр Павлович
Александр Павлович Лебедев (1918—1943) — снайпер, младший лейтенант Рабоче-крестьянской Красной Армии, участник Великой Отечественной войны, Герой Советского Союза (1944).

## Биография
Александр Лебедев родился 18 ноября 1918 года в посёлке Анжеро-Судженка (ныне — город Анжеро-Судженск в Кемеровской области). После окончания семи классов школы работал на золотых приисках. В 1939 году Лебедев был призван на службу в Рабоче-крестьянскую Красную Армию. В 1940 году он окончил курсы младших лейтенантов в городе Сталинск. С мая 1942 года — на фронтах Великой Отечественной войны, овладел снайперским мастерством. Занимался обучением снайперов полка.
К июню 1943 года младший лейтенант Александр Лебедев был ответственным секретарём бюро комсомола 1287-го стрелкового полка 110-й стрелковой дивизии 61-й армии Брянского фронта. К тому времени он лично уничтожил снайперским огнём 307 солдат и офицеров противника, обучил 45 снайперов. 14 августа 1943 года во время боя Лебедев заменил собой раненного командира роты и поднял залёгших под пулемётным огнём бойцов в атаку. В том бою он погиб. Похоронен в селе Одрино Карачевского района Брянской области.
Указом Президиума Верховного Совета СССР от 4 июня 1944 года за «образцовое выполнение боевых заданий командования на фронте борьбы с немецкими захватчиками и проявленные при этом мужество и героизм» младший лейтенант Александр Лебедев посмертно был удостоен высокого звания Героя Советского Союза. Также был награждён орденами Ленина и Красной Звезды, медалью «За отвагу».